# TOKYO TRIBE WARU
『TOKYO TRIBE WARU』（トーキョートライブ ワル）は、井上三太による日本の漫画作品。『別冊ヤングチャンピオン』（秋田書店）にて、2015年8月号から2020年10月号まで連載された。単行本は全4巻。

## あらすじ
シヴヤ区悪山町は、リーダーをヨースケ山が引き継いだ『WARU』が仕切っていた。
シヴヤで極悪の限りを尽くす「WARU」は、シヴヤに集まる他のアウトロー達との争いが絶えず、その中にはたった2人だけで「WARU」を潰そうとしている「鬼兄弟」も含まれていた。そんなある日、「WARU」のパーティーに行ったフリーターの調子良男は、ヤクザめいた客から「鬼兄弟」の短鬼と尊鬼に助けてもらい、LINEのフレンド登録をする。

## 登場人物
ヨースケ山（ヨースケざん）
「シヴヤWARU」の二代目リーダー。端整な顔立ちの青年であり、権力者の息子である模様。途中から白いパーカーに金髪という姿になった。日本刀を武器にしている。ヨースケ山がリーダーになって以降、「WARU」はクラブや芸能事務所の経営を行い、シヴヤで凶悪かつ傍若無人な振る舞いをするようになったが、手下がホームレスの暴行をする時には制することもある。
名前の由来はプロボクサーの西島洋介山(俳優の窪塚洋介も意識しているとのこと)。
調子 良男（ちょうし よしお）
31歳。コンビニのバイトリーダー。素人童貞。卑屈かつ根性曲がりな性格。「鬼兄弟」に強引に友達にさせられる。
尊鬼（そんき）
「WARU」と敵対する「鬼兄弟」の兄。25歳。口髭を生やしている。人懐っこいが凶暴な一面を持ち、ハードゲイで倒した相手のペニスを真っ二つに切り裂くという噂がある。
短鬼（たんき）
「WARU」と敵対する「鬼兄弟」の弟。25歳。眼鏡をかけていて、尊鬼と同様人懐っこいが喧嘩っ早い。
サッポロ
ダンサーを目指していた女性。鬼兄弟との乱闘の中でヨースケ山に誤って脚を切られダンスが出来なくなってしまうが、あるきっかけでヨースケ山と交流する。
小峠(ことうげ)
キンシ町のトライブ「蛇(HEVI)」のヘッド。革ジャンの小男でサッポロの兄。
出口 海（でぐち かい）
「ムサシノSARU」の仲間と共にテラさんの墓参りに行ったあと、チカチーロに「WARU」について相談される。
チカチーロ
「シヴヤWARU」の先代リーダー。現在は髷を切り、ざんばら髪のような髪形をしている。ヨースケ山とは彼が小学三年生の頃からの付き合いだったらしく、かつての自分達以上の悪行を平然と行う現在の「WARU」を憂いている。

## 書誌情報
- 井上三太 『TOKYO TRIBE WARU』 秋田書店〈ヤングチャンピオンコミックス〉、全4巻
  1. 2016年6月20日発売、ISBN 978-4-253-15047-7
  2. 2018年3月19日発売、ISBN 978-4-253-15048-4
  3. 2019年11月20日発売、ISBN 978-4-253-15049-1
  4. 2020年9月17日発売、ISBN 978-4-253-15050-7

## 関連作品
- TOKYO TRIBE
- TOKYO TRIBE2
- TOKYO TRIBE2 SpinOff!
- TOKYO TRIBE3
- TOKYO DRIVE
- TOKYO GRAFFITI
- BORN 2 DIE